# Depanthus pubescens
Depanthus pubescens là một loài thực vật có hoa trong họ Tai voi. Loài này được Guillaumin mô tả khoa học đầu tiên năm 1959.